# تپه مسجد جامع طرزک
تپه مسجد جامع طرزک مربوط به دوران‌های تاریخی پس از اسلام است و در شهرستان بوئین‌زهرا، روستای قشلاق طرزک واقع شده و این اثر در تاریخ ۲۵ خرداد ۱۳۸۱ با شمارهٔ ثبت ۵۷۸۵ به‌عنوان یکی از آثار ملی ایران به ثبت رسیده است.